# Курманов Алішер Анварович
Алішер Анварович Курманов (24 жовтня 1965) — узбецький дипломат. Надзвичайний і Повноважний Посол Республіки Узбекистан в Україні

## Життєпис

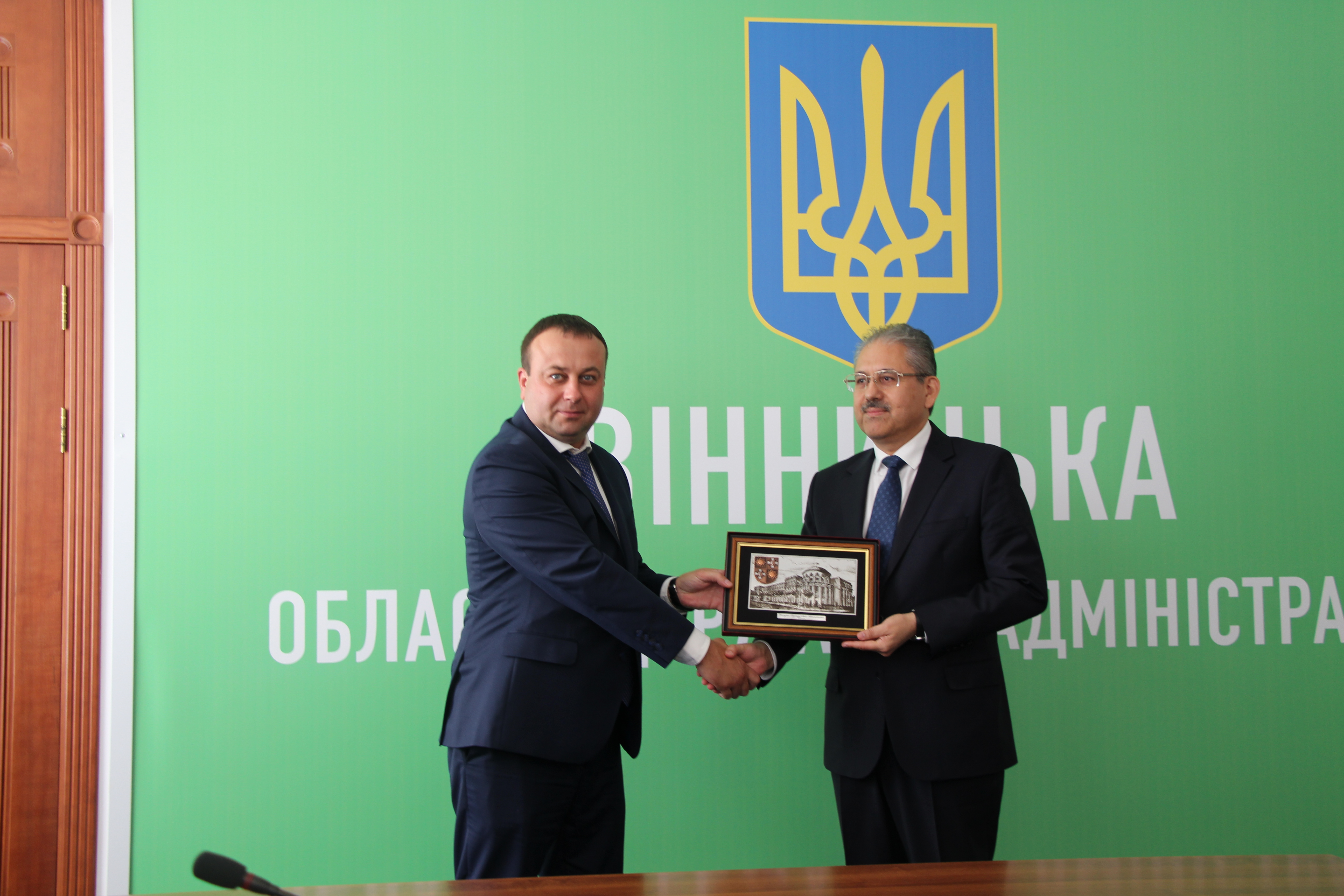
Алішер Курманов під час зустрічі з Сергієм Борзовим

У 1990 році закінчив Ташкентський державний університет, «Сходознавство», у 1994 році Ташкентський державний економічний університет, «Економіка». Володіє російською, англійською та арабською мовами.
У 1987—1989 рр. — перекладач Об'єднання «Союзтрансгаз» (Лівія)
У 1991—2000 рр. — працював на різних посадах в Міністерстві зовнішніх економічних зв'язків Республіки Узбекистан;
У 2000—2007 рр. — Начальник управління Державного протоколу Міністерства закордонних справ Республіки Узбекистан;
У 2007—2013 рр. — Надзвичайний і Повноважний Посол Республіки Узбекистан в Республіці Сінгапур;
У 2011—2013 рр. — Надзвичайний і Повноважний Посол Республіки Узбекистан в Австралії (з резиденцією в Сінгапурі);
У 2013—2014 рр. — Надзвичайний і Повноважний Посол Республіки Узбекистан в Республіці Корея;
У 2014—2014 рр. — Заступник міністра закордонних справ Республіки Узбекистан;
У 2014—2015 рр. — Перший заступник міністра закордонних справ Республіки Узбекистан;
У 2015—2017 рр. — Надзвичайний і Повноважний Посол Республіки Узбекистан в Сполученому Королівстві Великої Британії та Північної Ірландії.
У 2017—2020 рр. — Голова Комітету Сенату Олій Мажліса Республіки Узбекистан з питань міжнародних відносин, зовнішньоекономічних зв'язків, іноземних інвестицій і туризму
З червня 2020 року — Надзвичайний і Повноважний Посол Республіки Узбекистан в Києві.
11 грудня 2020 року вручив вірчі грамоти Президенту України Володимиру Зеленському.